# 小羅茲托卡
48°17′34″N 23°5′10″E / 48.29278°N 23.08611°E
小羅茲托卡（烏克蘭語：Мала Розтока）是烏克蘭西部的村莊，隸屬外喀爾巴阡州的胡斯特區。該村面積0.79平方公里，海拔高度132米，2001年人口510，人口密度每平方公里646人。